# Gallasellus heilyi
Gallasellus heilyi är en kräftdjursart som beskrevs av Poitou. Gallasellus heilyi ingår i släktet Gallasellus och familjen sötvattensgråsuggor. Inga underarter finns listade i Catalogue of Life.